# عملية ريد وينغز
عملية ريد وينغز (بالإنجليزية: Operation Red Wings) أو عملية الأجنحة الحمراء أو اوبيريشن ريد وينغز ويشار إليها بشكل غير رسمي بإسم معركة عباس غار (بالإنجليزية: Abas Ghar Battle) هي عملية عسكرية مشتركة للقوات الامريكية في دولة أفغانستان، حيث انها جرت في عام 2005. وهذه العملية لها اهداف عديدة، كما انها تملك اسرار لم يتم الإعلان عنها في حين أنها قد استمرت لفترة لا تقل عن الثلاث أسابيع، وكانت في منحدرات ساوتالو سار، وأن هذه العملية هي جزء من الحرب التي اقيمت على افغانستان من قبل الولايات المتحدة الامريكية منذ عام 2001.
تتركز العملية على السرية التامة حيث حاول الفريق عدم الكشف عن مخبأهم حيث كان سبب كشفهم هو بمرور 3 من القرويين الأفغان منهم إثنين مراهقين ورجل عجوز على مقربة منهم مما أدى للكشف عن مخبإهم.
كن لدى الفريق خيارين هي إما قتل القرويين والحفاظ على السرية التامة للعملية أو تركهم يذهبون والكشف عن العملية فبعد خلافات بين الفريق تم اتخاذ القرار وهو ترك القرويين والكشف عن العملية والبدء في تبادل إطلاق النار.
تم تصميم عملية الأجنحة الحمراء من قبل الكتيبة الثانية، المارينز الثالثة (2/3) من مشاة البحرية الأمريكية بناءً على نموذج عملي تم تطويره بواسطة الكتيبة الشقيقة 2/3، الكتيبة الثالثة، المارينز الثالثة (3/3)، والتي سبقتها 2/3 في انتشارهم القتالي. واستخدمت وحدات وأصول قوات العمليات الخاصة (SOF)، بما في ذلك أعضاء من القوات البحرية الأمريكية وقيادة العمليات الخاصة للجيش الأمريكي.

## المكان
تركزت العملية في منحدرات جبال ساوتالو سار في وادي كورنجال بالقرب من مرتفع يسمى "عباس غار" للقبض على قائد الميليشيات المتحالفة مع طالبان او قتله والذي يدعى أحمد شاه دارا الذي قام بقتل 20 جنديا من قوات المارينز.
بدأت العملية بالانطلاق في الساعة الرابعة فجرا بمروحيتين شينوك ومروحيتين عسكريتين.
بالقرب من القرية الموجود بها احمد شاه والذي تدعى "قرية تشيشال". تحركت القوات من مكان الإنزال إلى منحدرات الجبال بمسافة 6 أميال مشياً على الأقدام إلى حين الوصول لمكان المراقبة. وعند اقتراب الساعة الثالثة بعد الظهر إشتبكت القوات الأمريكية مع رجال "شاه" حيث استمر الاشتباك حوالي ساعتين. صرح مسؤولين من قوات شاه أنهم قاموا باستخدام بنادق راينميتال أم جي3 ورشاشات بي كي وأسلحة أيه كيه-47 و قذائف آر بي جي 7.

## أعضاء الفريق
تكون الفريق من القائد ميخائيل بي ميرفي وماركوس لوتريل وماثيو أكسلسون وداني ديتز.

## أسباب القيام بالعملية
ان الهدف من العملية هو ينص على تعطيل نشاط الميليشيا التي تناهض التحالف وهي حركة طالبان، وهذا حتي يتم زيادة المساعدة في الجهود المبذولة لتحقيق الاستقرار في المنطقة، ومن اجل الانتخابات الافغانية الرلمانية التي جرت في الثامن عشر من شهر سبتمبر لنفس العام، حيث كان هناك نشاط كبير لحركة طالبان التي كان يقودها احمد شاه دارا.
وصفت عملية ريد وينغز بانها من أدق العمليات التاريخية فلم تتم بالهجوم العشوائي، حيث بدأت العملية على مراحل خططت لها الولايات المتحدة الامريكية بالتعاون مع الجيش الافغاني فتمثلت أولى المراحل في عملية الاستطلاع والمراقبة للمكان الذي يتواجد به احمد شاه، ثم قامت بتنفيذ المرحلة الثانية وهي نشر الجيوش الامريكية في منطقة إقامة احمد شاه ودعمها بالسلاح لمحاصرة احمد شاه.